# Jonas Gahr Støre
Jonas Gahr Støre, född den 25 augusti 1960 i Oslo, är en norsk politiker. Han är Norges statsminister sedan den 14 oktober 2021 och Arbeiderpartiets partiledare sedan den 14 juni 2014.
Han var Norges utrikesminister den 17 oktober 2005–21 september 2012 och Norges hälso- och omsorgsminister den 21 september 2012–16 oktober 2013. Sedan 2009 har han också varit invald i Stortinget från Oslo valkrets. Støre var dessutom statssekreterare på statsministerns kansli 2000–2001. 
Han är utbildad statsvetare och har arbetat på ämbetsverk och i humanitära organisationer, bland annat som generalsekreterare i Norges Røde Kors 2003–2005. Han är gift och har tre barn.

## Händelser
Under ett officiellt besök i Afghanistan i januari 2008 utsattes Støres hotell för ett attentat; han undkom oskadd, men en norsk journalist och fem andra omkom i attentatet. År 2010 hindrade Støre som Norges utrikesminister Saudiarabien från att finansiera en moské i Tromsö eftersom landet inte tillåter byggandet av kyrkor och därmed saknar religionsfrihet.
Den 6 juli 2009 var Støre värd för Sveriges Radios program  Sommar i P1.